# Secesión urbana
La secesión urbana se refiere a la secesión de una ciudad de su región circundante para formar una nueva unidad política.
Esta nueva unidad suele corresponder a una subdivisión del mismo país que sus áreas circundantes. Muchas ciudades de todo el mundo constituyen una unidad de gobierno local independiente. La razón más común para esto es que la población de la ciudad sea demasiado grande como para que la ciudad pueda ser subsumida en una unidad de gobierno local más grande.
Con todo, en algunos casos, se puede llegar a la soberanía total, en cuyo caso la unidad suele recibir el nombre de ciudad-estado. Esto se refiere a una forma extrema de autonomía urbana, que puede expresarse bien en términos menos formales o bien a través de legislación ordinaria, tal como una carta puebla.

## Historia
La autonomía urbana tiene una larga historia que se remonta a la urbanización prehistórica y a las originales ciudades-Estado mediterráneas de la época clásica, como la antigua Atenas o la antigua Roma. En la época medieval, medidas tales como el derecho de Magdeburgo establecieron un estatus especial para las ciudades y sus residentes respecto a las relaciones comerciales. En general, esta situación se redujo a medida que las ciudades europeas se empezaron a incorporar a Estados-nación, en particular entre los siglos XVII y XX, perdiendo eventualmente muchos de sus derechos especiales.

## Teoría sobre la secesión urbana
Teóricos modernos sobre economías cívicas locales, entre ellos Robert J. Oakerson y Jane Jacobs, sostienen que las ciudades reflejan un choque de valores, especialmente entre lo que se tolera y lo que se prefiere, con visiones de la ciudad que varían desde una comunidad pura hasta la de un mercado puro. Para los habitantes de los suburbios la tendencia más fuerte es la de ver a la ciudad como un mercado, en tanto no participan voluntariamente en su vida callejera, y para ellos la ciudad no es un lugar seguro ni cómodo para vivir. Por el contrario, quienes deciden vivir en el centro de la ciudad tienden a verla más como una comunidad, pero tienen que prestar mucha atención a lo que tienen que tolerar (el smog, la contaminación acústica, el crimen, los impuestos, etc.). La ética y, por tanto, la política de tales grupos de interés difieren enormemente. 
La secesión (la creación de entidades legislativas y ejecutivas completamente nuevas) es defendida por algunos teóricos del urbanismo, especialmente Jane Jacobs, como la única forma de abordar políticamente estas enormes diferencias culturales entre las ciudades modernas e incluso sus suburbios más cercanos y las cuencas hidrográficas esenciales. Según Jacobs, "las ciudades que deseen prosperar en el próximo siglo deben separarse políticamente de sus regiones circundantes".[cita requerida] Jacobs rechaza, asimismo, la "Carta" menor y otras soluciones menos formales, argumentando que es necesaria la estructura completa de un verdadero gobierno regional y que tales medidas se aplican únicamente a las áreas urbanas. En particular, Jacobs rechaza la idea de que las regiones suburbanas tengan voz y voto sobre las reglas de la ciudad: "la han abandonado y no son parte de ella".[cita requerida] La propia Jacobs vivía en un barrio urbano (The Annex, Toronto) que habría sido demolido en los años 70 para un proyecto de autopista para dar servicio a los suburbios, la Spadina Expressway, si no fuese porque los defensores de la secesión urbana la impidieron. Jacobs también participó en el bloqueo del desarrollo de la autopista Lower Manhattan Expressway en la década de 1960, oponiéndose a Robert Moses . Estas autopistas son ejemplos del choque entre la comunidad urbana y los intereses de mercado suburbanos. 
Los promotores del desarrollo de autopistas y la participación suburbana en el gobierno urbano teorizan que las ciudades que se protegen a sí mismas de los suburbios, obligándolos a convertirse en pequeñas ciudades autosuficientes, cortando las autopistas, obligando a los trabajadores y otros viajeros a usar el metro, etc., están cometiendo un suicidio al forzar la salida de negocios hacia los suburbios. Los promotores de la secesión urban responden a esto que las ciudades dependen más de su calidad de vida para atraer a migrantes y profesionales, y que el teletrabajo hace posible que los trabajadores de la ciudad vivan en cualquier parte, y por tanto vayan a la ciudad con menos frecuencia y sin prisas.

## Ejemplos

### Ciudades-Estado
Un ejemplo de región urbana escindida formalmente y con plena soberanía es el de Singapur (separada de la Federación Malaya). Mónaco y la Ciudad del Vaticano también son áreas urbanas financiera y políticamente independientes, como lo son Hong Kong y Macao, que tienen el estatus de regiones administrativas especiales por parte de la República Popular China, separadas hace más de un siglo de su provincia original de Cantón como enclaves europeos. Las razones por las que éstas se convirtieron en ciudades-Estado son históricas y no están relacionadas con principio alguno de secesión urbana.

### Asia
En China, tanto Pekín como Tianjin son independientes de la provincia circundante de Hebei, de la que hacían parte anteriormente. De manera similar, Shanghái es actualmente independiente de la provincia de Jiangsu y Chongqing lo es de Sichuan.
En Japón, Tokio, además de ser una ciudad, constituye una prefectura, cayendo en la categoría especial de "prefectura metropolitana," con algunos de los atributos de una ciudad y otros de una prefectura. Dentro de Tokio existen unidades más pequeñas, "distritos", "ciudades", "pueblos", etc., pero algunas de las responsabilidades normalmente asignadas a ciudades y pueblos en otras prefecturas japonesas son manejadas en cambio por el gobierno metropolitano de Tokio.
Tanto en Corea del Sur como en Corea del Norte, las ciudades especiales son independientes de sus provincias circundantes y pueden clasificarse como ciudades-estado bajo la gobernanza directa del gobierno central. Algunos ejemplos son Seúl, Busan, Daegu, Incheon, Gwangju, Daejeon y Ulsan en Corea del Sur y Pyonyang y Rasŏn en Corea del Norte. En Corea del Sur, el criterio principal para que se otorgue la secesión de una provincia es tener una población que alcance el millón de personas.
Taiwán, oficialmente la República de China, administra seis ciudades (parte anteriormente de la provincia de Taiwán de la República de China) como municipios especiales: Kaohsiung, Taichung, Tainan, Taipéi, Nueva Taipéi y Taoyuan  (La República Popular China, que reclama Taiwán, continúa reconociendo estos municipios como parte integral de la provincia de Taiwán de la República Popular China; la República Popular China considera a Taiwán como su provincia número 23, de la que Taipéi es la capital.)
En Indonesia, la capital, Yakarta, fue otrora parte de Java Occidental hasta que ganó un estatus de autonomía especial y se separó de su antigua provincia en 1961. El cargo de alcalde fue reemplazado por el de gobernador, convirtiéndola en una provincia autónoma especial que opera independientemente de sus provincias circundantes.
Las capitales malayas, Kuala Lumpur y Putrajaya, así como la isla de Labuán, hicieron parte alguna vez de Selangor y de Sabah, respectivamente. En 1974, Kuala Lumpur fue declarada como el primer Territorio Federal en Malasia. Para evitar que hubiera un enfrentamiento entre el gobierno estatal de Selangor y el gobierno federal, la capital del estado de Selangor se trasladó más tarde a la cercana Shah Alam. Posteriormente, en 1984, Labuán fue elegida por el gobierno federal para el desarrollo del centro financiero extraterritorial y declarada como el segundo Territorio Federal después de Kuala Lumpur. Putrajaya se declaró el tercer territorio federal en 2001, después de que el gobierno federal terminara de desarrollar la ciudad como una nueva capital federal, mientras que Kuala Lumpur se mantiene como la capital real.
En Tailandia, la capital Bangkok opera de manera independiente de cualquier provincia y se le considera área administrativa especial. Es una ciudad principal en términos de su gran población, que cubre casi el 8% del total de la población de Tailandia.

### Europa
En Alemania hay dos ciudades, Berlín y Hamburgo, que son Bundesländer (estados federados) en sí mismas (y son, por tanto, ciudades-estado dentro de un sistema federal). La Ciudad Libre Hanseática de Bremen es una ciudad-estado, también, que comprende dos ciudades: Bremen y Bremerhaven.
La ciudad de Viena es un estado federal dentro de la República de Austria.
Uno de los cantones de Suiza, Basilea-Ciudad, es considerado ciudad-estado.
La región de Bruselas-Capital, un área densamente construida que consta de 19 comunas, entre ellas la ciudad capital, Bruselas, se convirtió en una de las tres regiones de Bélgica después de que el país se convirtió en una federación en 1970. (En Bélgica hay circunstancias especiales debido a las comunidades lingüísticas del país.)
Moscú y San Petersburgo, las ciudades más grandes de Rusia, tienen el estatus de ciudades federales. Tras la anexión de Crimea por parte de la Federación de Rusia en 2014, la ciudad de Sebastopol también se empezó a administrar como ciudad federal, si bien Ucrania y la mayoría de países miembros de la ONU continúan considerando a Sebastopol como una ciudad con estatus especial dentro de Ucrania.
En Bulgaria, la capital, Sofía, es un oblast (provincia) en sí mismo, Sofia-grad, mientras que el área circundante está dividida entre el Óblast de Pernik y el Óblast de Sofía.
En el Reino Unido, el secesionismo de Londres ha cobrado impulso[cita requerida] tras el referéndum del Brexit, cuando el Reino Unido en conjunto votó a favor de abandonar la Unión Europea, pero el Gran Londres, que es su propia región (a diferencia de otras áreas urbanas del Reino Unido), votó a favor de permanecer en la UE.

### América del Norte
No hay ciudades-estado en Norteamérica. El Distrito de Columbia en los Estados Unidos y el Distrito Federal en México son distritos del gobierno federal y no municipios ordinarios. Como tales, están sujetos a la autoridad directa de los gobiernos federales de los Estados Unidos y México, respectivamente. Los residentes de Washington, D. C. no podían elegir a su propio alcalde o concejo municipal sino hasta 1972, cuando el Congreso de los EE. UU. extendió el autogobierno a la ciudad. No obstante, las acciones de alcalde y concejo municipal deben ser aún aprobadas, al menos de manera retroactiva, por el Congreso, y ninguna ley aprobada por el Gobierno del Distrito de Columbia puede entrar en vigencia hasta tanto el Congreso de los Estados Unidos no la apruebe.

#### Canadá
La secesión urbana es una de muchas posibles soluciones consideradas por algunas ciudades canadienses al tratar de resolver sus problemas. Es considerada políticamente útil debido al fuerte movimiento secesionista de Quebec, así como a movimientos secesionistas más débiles en Terranova (anteriormente independiente), Alberta y Columbia Británica.
En Quebec, donde coexisten un movimiento secesionista y una dicotomía lingüística, la partición de un Quebec nuevamente independizado ha sido un fuerte trasfondo, y algunos sugieren una provincia de Montreal, que permanecería en Canadá, incluyendo a veces tan solo la Isla Oeste y la Costa Oeste de Montreal.
Durante muchas décadas, las comunidades urbanas de Toronto, Montreal y Vancouver se han configurado de manera separada respecto a sus respectivas provincias, con el propósito de distribuir a los miembros del Parlamento tras los censos nacionales que se realizan cada cinco años.[cita requerida]

#### Estados Unidos
Se han hecho varias propuestas respecto a que la ciudad de Nueva York se separe del estado de Nueva York. En un nivel inferior, algunos estados permiten o han permitido que una ciudad se separe de su condado y se convierta en una jurisdicción equivalente a un condado por derecho propio. Si la nueva jurisdicción equivalente al condado se considera una ciudad-condado consolidada como Filadelfia, Pensilvania o San Francisco, California, o una ciudad independiente como San Luis, Misuri, es un asunto que depende de cada estado. En noviembre de 2018, la Asamblea General de Georgia permitió a los votantes del afluente enclave de Stockbridge, Georgia, decidir si querían separarse, a lo que se rehusaron.

### Oceanía
La Comisión Real de Gobernanza de Auckland fue establecida en 2007 por el Gobierno de Nueva Zelanda para investigar posibles cambios en la administración de Auckland. La ciudad fue nombrada en 2009 como la única súperciudad del país gracias a la fusión de varios antiguos consejos, y en 2010 la Región de Auckland se convirtió en una autoridad unitaria gobernada por el Consejo de Auckland. Desde entonces se ha sugerido que la región se podría convertir en una ciudad-estado independiente.